# PGP RTB
Produkcija gramofonskih ploča Radio televizije Beograd, nota con l'abbreviazione PGP RTB, era una delle più grandi etichette discografiche della Jugoslavia. Venne fondata nel 1958. Nel 1993 venne rinominata Produkcija gramofonskih plošč Radio televizije Srbija, abbreviata in  PGP RTS.

## Artisti
Alcuni degli artisti, pubblicati dalla PGP RTB:
- Alisa
- Alpski kvintet
- Amajlija
- Ansambel Henček
- Ansambel Tonija Verderberja
- Atomsko sklonište
- Bajaga i Instruktori
- Đorđe Balašević
- Banana
- Bastion
- Bebi Dol
- Bel Tempo
- Beograd
- Bezobrazno Zeleno
- Bojan Drobež
- Lepa Brena
- Bulevar
- Buldožer
- Crni Biseri
- DAG
- Čista Proza
- Zdravko Čolić
- Disciplina Kičme
- Doktor Spira i Ljudska Bića
- Džentmeni
- Elipse
- Franjo Bobinac
- Generacija 5
- Gordi
- Grupa I
- Igra Staklenih Perli
- Indexi
- Jakarta
- Jugosloveni
- Karizma
- Kladivo, konj in voda
- Korni grupa
- La Strada
- Laboratorija Zvuka
- Laki Pingvini
- Leb i Sol
- Mama Rock
- Martin Krpan
- Miha Kralj
- Toni Montano
- Oktobar 1864
- Osmi Putnik
- Osvajači
- Parni valjak
- Partibrejkers
- Piloti
- Pomaranča
- Pop Mašina
- Porodična Manufaktura Crnog Hleba
- Poslednja Igra Leptira
- Propaganda
- Radomir Mihajlović Točak
- Rambo Amadeus
- Rani Mraz
- Riblja Čorba
- September
- Slomljena Stakla
- Slovenski oktet
- Smak
- Suncokret
- Ceca
- S Vremena Na Vreme
- Miladin Šobić
- Tako
- Tereza Kesovija
- Time
- Trio Franca Flereta & Vokalni Kvartet "Do"
- Tunel
- Neda Ukraden
- U Škripcu
- Vampiri
- Viktorija
- Warriors
- YU grupa
- Zana

La PGP RTB, come l'altra grande etichetta jugoslava Jugoton, aveva diverse licenze per pubblicare artisti stranieri, come: Joan Baez, Bee Gees, Bon Jovi, James Brown, Def Leppard, Dire Straits, Bryan Ferry, Jimi Hendrix, The Police, Rainbow, The Status Quo, Rod Stewart, Sting, The Style Council, The Who.